# Antsíferov
La isla de Antsíferov o Antsíferova (en ruso, Остров Анциферова y en japonés, Shirinki) es una isla rusa en el archipiélago de las Kuriles. Tiene una superficie de 7 km². Pertenece al grupo de las Kuriles septentrionales. 

## Geografía
Al este se encuentra la isla Paramushir, separada por el estrecho de Luzhin. Administrativamente es controlada por el óblast de Sajalín.
Su máxima altitud es de 747 m s. n. m.
- Datos: Q614531
- Multimedia: Antsiferov / Q614531